# Ronald García
Ronald Lázaro García Justiniano (Santa Cruz de la Sierra; 17 de diciembre de 1980) es un exfutbolista boliviano. Jugaba como centrocampista y su último equipo fue Oriente Petrolero.

## Trayectoria
Empezó su formación futbolística en la academia de fútbol Tahuichi Aguilera, ubicada en Santa Cruz de la Sierra. Su primer club profesional fue el Club Bolívar de La Paz.
Posteriormente fue contratado por el Futebol Clube de Alverca de Portugal, donde jugó tres temporadas. Tras su paso por Portugal, regresó a Bolivia, donde jugó en el Club Bolívar, donde disputa la Final de la Copa Sudamericana del año 2004. Tuvo una segunda oportunidad de jugar en Europa al ser contratado por el Aris Salónica Fútbol Club de Grecia.
En su primer año en Grecia tuvo problemas de adaptación y de lesiones. En su segunda temporada el equipo empezó a contar para el entrenador, Nikos Anastopoulos, y el club ascendió a la Super Liga de Grecia. El 2010 fichó por el Anorthosis Famagusta de Chipre. En 2011 volvió al Club Bolívar de la Liga de Fútbol Profesional Boliviano y posteriormente, retornó a Grecia para vestir de nuevo la camisera del Aris Salónica. De manera sorpresiva él decide firmar para Oriente Petrolero por segunda vez en su carrera en el 2012.

## Selección nacional
Ha sido internacional con la Selección de fútbol de Bolivia, con la que debutó en 2002. Hasta el 10 de julio de 2011, lleva disputados 39 partidos con la selección nacional y lleva anotados dos goles.

### Participaciones enCopa América
| Copa              | Sede      | Resultado    | Partidos | Goles |
| ----------------- | --------- | ------------ | -------- | ----- |
| Copa América 2001 | Colombia  | Primera fase | 2        | 0     |
| Copa América 2007 | Venezuela | Primera fase | 2        | 0     |
| Copa América 2011 | Argentina | Primera fase | 2        | 0     |

En sus últimos partidos con la selección nacional fue en las eliminatorias de Brasil 2014

## Clubes
| Club                 | País     | Año         | Partidos | Goles |
| -------------------- | -------- | ----------- | -------- | ----- |
| Bolívar              | Bolivia  | 1998 - 2001 | 72       | 9     |
| Alverca              | Portugal | 2001 - 2004 | 55       | 5     |
| Oriente Petrolero    | Bolivia  | 2004 - 2005 | 14       | 3     |
| Aris Salónica        | Grecia   | 2005 - 2010 | 93       | 7     |
| Anorthosis Famagusta | Chipre   | 2010        | 11       | 0     |
| Bolívar              | Bolivia  | 2011        | 16       | 0     |
| Aris Salónica        | Grecia   | 2011 - 2012 | 5        | 0     |
| Oriente Petrolero    | Bolivia  | 2012 - 2015 | 15       | 1     |